# 1972 في سويسرا
فيما يلي قوائم الأحداث التي وقعت خلال عام 1972 في سويسرا.

## رياضة
- 23 يونيو – طواف سويسرا 1972 الفائزون لويس بفينينجير، Silvano Schiavon [الإنجليزية]‏، Michele Dancelli [الإنجليزية]‏، G.B.C. (cycling team) [الإنجليزية]‏، روجي بانجون.

## مواليد

### يناير
- 1 يناير – بلاك تايجر مغني سويسري.
- 1 يناير – كريستيان ويبر عازف جاز سويسري.
- 1 يناير – مونيكا شتاينر فنانة سويسرية.
- 27 يناير – ميريام أوت لاعبة كرلنغ سويسرية.

### أبريل
- 9 أبريل – آلان بيرسيه

### مايو
- 31 مايو – تانيا فري لاعبة كرلنغ سويسرية.

### يونيو
- 12 يونيو – مانو كوش
- 20 يونيو – سارة ماركيز مغامرة وكاتبة سويسرية.

### يوليو
- 13 يوليو – رضا كونيناف
- 14 يوليو – أندرياس أورس سومر فيلسوف ألماني.
- 24 يوليو – ماثياس بيندر
- 30 يوليو – إديث وولف منافِسة أوليمبية سويسرية.

### أغسطس
- 6 أغسطس – كريستوف سيمون كاتب سويسري.

### سبتمبر
- 19 سبتمبر – تيم فراي سياسي سويسري.
- 22 سبتمبر – أليكساندر ري لاعب كرة قدم سويسري.

### أكتوبر
- 6 أكتوبر – دومينيك أندريس لاعب كرلنغ سويسري.

### ديسمبر
- 13 ديسمبر – أنطونيو ايسبوسيتو لاعب كرة قدم سويسري.
- 22 ديسمبر – الكسندر موس درّاج طريق سويسري.

## وفيات

### يناير
- 19 يناير – أولجا ماير (مواليد 1889) كاتبة سويسرية.

### مارس
- 27 مارس – ريكو (مواليد 1915) رسام سويسري.

### مايو
- 5 مايو – روجيه كورتوا (مواليد 1912) لاعب كرة قدم فرنسي.

### يونيو
- 24 يونيو – هانس جيني (مواليد 1904)

### أغسطس
- 2 أغسطس – رودولف غانتس (مواليد 1877) موسيقي سويسري.
- 17 أغسطس – ألفرد برونر (مواليد 1890)

### سبتمبر
- 2 سبتمبر – والتر سشنايتر (مواليد 1923) لاعب كرة قدم سويسري.
- 25 سبتمبر – فريدريك شرودر (مواليد 1910) ملحن ألماني.

### نوفمبر
- 25 نوفمبر – فيلهلم لوفلر (مواليد 1887) طبيب سويسري.